# The Messengers (film din 2007)
Mesagerii (în engleză The Messengers) este un film canadiano-american de groază supranaturală din 2007 regizat de frații Pang și produs de Sam Raimi. În rolurile principale interpretează actorii Kristen Stewart, John Corbett, William B. Davis, Dylan McDermott, Carter Kolbeck și Penelope Ann Miller. Filmul este despre un întuneric de rău augur care invadează o fermă aparent senină de floarea soarelui din Dakota de Nord și despre familia Solomon - proprietarii fermei - care sunt sfâșiați de suspiciune, haos și crimă. Filmul a fost lansat în 2 februarie, 2007, iar DVD-ul a fost lansat pe 5 iunie 2007. Filmările au avut loc în Valea Qu'Appelle, lângă mica comunitate din Abernethy, Saskatchewan, Canada.  Adaptarea romanului grafic a fost publicată în ianuarie 2007 de Dark Horse Comics, scrisă de Jason Hall și ilustrată de Kelley Jones. Prequelul, Messengers 2: The Scarecrow, a fost lansat în 2009.